# Omophron
Omophron là một chi bọ cánh cứng thuộc họ Carabidae đặc hữu của miền Cổ bắc, Cận Đông và Bắc Phi.
Loài include:
- Omophron limbatum

## Hình ảnh

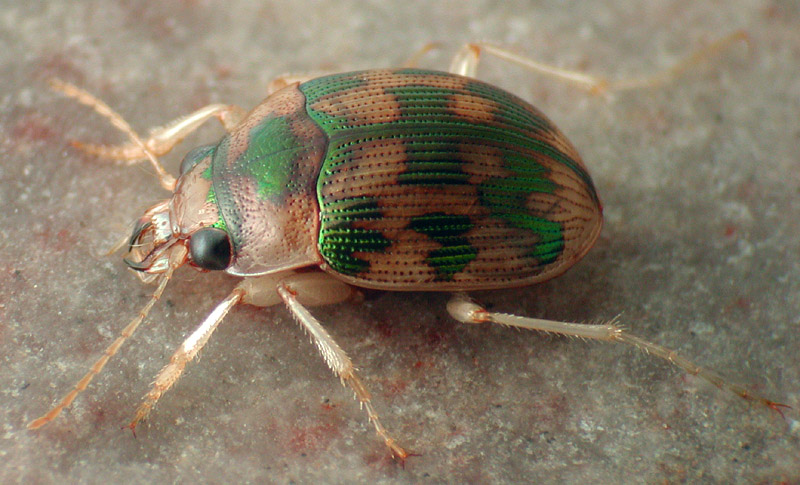
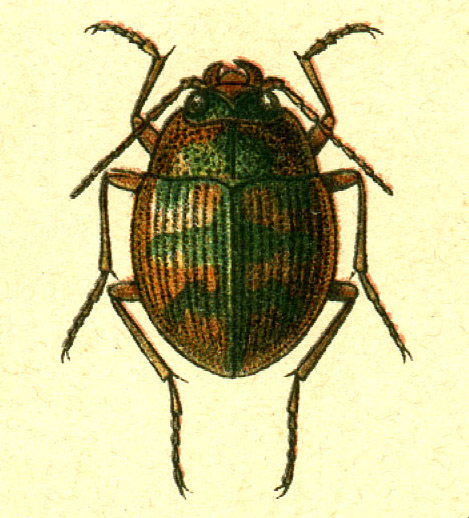
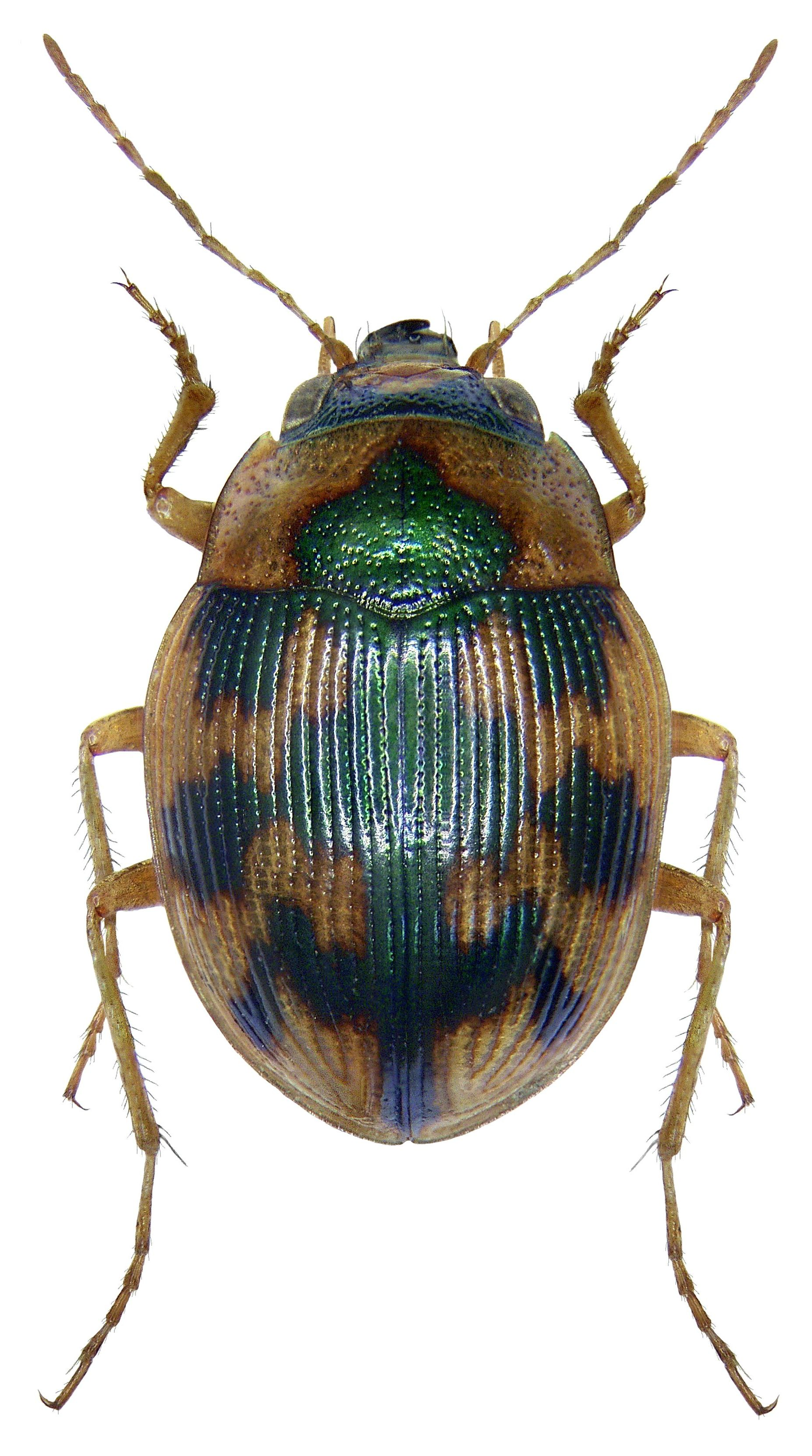